# Kontroverser i South Park
South Park er en amerikansk animeret tv-serie. Seriens hyppige afbildning af tabu-emner, unormale humor og portrættering af religion for den komiske effekt, har genereret kontroverser og debat over hele verden gennem seriens 15-årige historie. Seriens skabere, Matt Stone og Trey Parker, der begge stadig er meget involveret i skrive-processen og produktionen af hvert afsnit, bruger serien til hyppigt at gøre grin med en masse forskellige emner og begge sider i omstridte spørgsmål.
Parker og Stone svarer som regel på sådanne kontroverser ved at kalde sig selv for "equal opportunity offenders" (de lige muligheders lovovertrædere) De afviser begrebet politisk korrekthed og fastslår at ingen emner eller grupper af folk kan se sig fri for at blive gjort grin med.

## Kritik og protester
Da serien blev populær i USA, blev elever i skolerne i staterne Georgia og Connecticut sendt hjem, hvis de bar South Park-relaterede t-shirts, mens en gruppe af skolerektorer i New Jersey fik lavet en lille kampagne for at gøre forældrene opmærksomme på seriens indhold.
I en afstemning fra 1999, udført af NatWest Bank, stemte otte- og ni-årige børn i Storbritannien på Cartman fra South Park som deres yndlings tv-person. Dette fik flere forældre-råd til at blive bekymrede, da de forventede at en figur fra et tv-show henvendt til børn, ville være i toppen af listen og rektoren på en folkeskole i Cambridgeshire opfordrede forældre til at forhindre deres børn i at se serien. Parker og Stone, der ikke er imod at ældre børn og teenagere ser serien, hævder at serien ikke er beregnet til små børn og at serien er certificeret med TV-bedømmelser der indikerer at serien er henvendt mod et voksent publikum.
Den konservative gruppe, Parents Television Council, har ofte kritiseret South Park for at "gå over grænsen med vulgært indhold" og "smagløshed". De fordømmer serien for dens "koagulerede, ildelugtende sorte hul af Comedy Central-bræk" der "aldrig skulle have været lavet". Af de afsnit som PTC har kritiseret findes, ifølge en klumme skrevet af PTC's rådgiver og tidligere præsident L. Brent Bozell III:
- "It Hits the Fan" for dens voldsomme brug af udråbet "shit".[15]
- "Red Sleigh Down" for at afbillede en vanhelligelse af Jesus Kristus.[16]
- "Proper Condom Use" for at afbillede seksualundervisning til små børn.[17]

Grundlæggeren af Action for Children's Television, Peggy Charren, der normalt er modstander af censur, hævder at seriens brug af sprog og nedsættende racistiske bemærkninger, repræsenterer den vestlige civilisations fordærv og at det er "farligt for demokratiet".
Flere andre kristne aktivistgrupper har protesteret mod seriens parodier på kristendomsrelateret materiale og portrætteringen af Jesus Kristus – som South Park har fået til at sige "Goddamn" (For fanden), ligesom han har skudt og stukket andre karakterer ned og været ude af stand til at udføre mirakler. I sin anmeldelse af South Park-filmen, fastslog ChildCare Action Project at børn der så enten serien eller filmen ville få ødelagt eller hindret deres kamp for at "forstå eller [udvikle] en forståelse af Evangeliet". Netværket Christian Family Network forberedte en undervisningsguide til hvordan man "beskytter ungdommen mod skidt som South Park", og påstår at deres kamp for at "genoprette moralitet og beskytte livet for den individuelle, familien og samfundet" ville blive hindret hvis børn så serien.
Matt Stone insisterer på at "[børn] ikke har nogen form for social takt eller etikette" og påstår at forældre der misbilliger South Park for dets portrættering af hvordan børn opfører sig er sure fordi de "har en idyllisk vision af hvordan det er at være barn".
Flere grupper har anmodet om en boykot af serien, dens sponsorer og det netværk der sender den. I forsøg, der alle har været uden succes, har færre protesteret over for et netværk der ellers er kendt for at være mere tilbøjelige til at bukke under for gruppepres og klager, for at få serien taget ud af sendefladen eller forhindre et afsnit i at blive sendt. I slutningen af 2008 forsøgte en gruppe af advokater i Moskva, på vegne af muslimske aktivister og medlemmer af Pinsebevægelsen i Rusland, at få lukket den russiske kanal "2x2", i et forsøg på at forhindre dem i at sende serien, som de påstod promoverede "had mellem religionerne". Deres appel blev afvist af russiske medie-folk og kanalens sendelicens blev forlænget til 2013. Bortset fra forsøgene i Rusland, har ingen gruppe eller individ i et land hvor serien er blevet vist, lavet et signifikant forsøg på at at forbyde serien eller muligheden for anskaffe sig den til hjemmet.

## Vulgaritet og skildring af racisme
Serien gjorde ydermere grin med kontroverserne omkring dets brug af blasfemi, såvel som mediernes opmærksomhed vedrørende netværk-serien Chicago Hopes brug af ordet "shit", i sæson fem-premieren "It Hits the Fan".
En tæller i det nederste venstre hjørne af skærmen talte hver af afsnittets brug af ordet "shit", der blev sagt 162 gange uden at blive bippet ud på grund af censur, mens det også optrådte ucensoreret i skrevet form. Reaktionen på afsnittet blev mestendels begrænset til 5.000 misbilligende e-mails der blev sendt til Comedy Central.
PTC kritiserede også seriens for dens voldsomme brug af det racistiske udtryk "nigger" i sæson 11-premieren "With Apologies to Jesse Jackson". På trods af de 43 ucensurerede brug af ordet, var der meget få kontroverser vedrørende afsnittet, da de fleste negere og NAACP roste afsnittet for dets kontekst og dets komiske måde at formidle andre racers opfattelse af hvordan negere må føle det når de hører det ord.
Selvom nogle i det jødiske samfund har rost seriens skildring af figuren Eric Cartman, der har en antisemitisk attitude overfor sin klassekammerat Kyle Broflovski, som en måde hvorpå det præcist kan portrætteres hvordan det er for en ung jøde at opleve snæversynethed som en etnisk minoritet, har andre jøder givet South Park og Cartman skylden, for at de føler sig omringet af "acceptabel racisme".

## Satirisering af Scientology
South Park parodierede Scientology i en kortfilm der blev sendt som en del af MTV Movie Awards 2000. Kortfilmen hed "The Gauntlet" og gjorde også grin med John Travolta, en scientolog. I Sæson 5-afsnittet "Super Best Friends" optræder illusionisten David Blaine som leder af sin egen kult, "Blaintology". Parker og Stone har anerkendt at dette var ment som en reference til Scientology.
I sæson ni-afsnittet "Trapped in the Closet" bliver Stan Marsh udråbt som reinkarnationen af Scientologys grundlægger, L. Ron Hubbard, inden han tager afstand fra kirken og anklager den for ikke at være mere end "en stor fed global fidus". Tom Cruise, der også er scientolog, ses i afsnittet, hvor han lukker sig selv inde i Stans skab og afviser at komme ud, mens andre figurer beder ham om at, tvetydigt, at "komme ud af skabet", i en parodi på rygter vedrørende Cruises seksualitet. En scene genfortalte historien om Xenu, en historie Scientology normalt forsøger at holde hemmelig og kun afsløre for medlemmer efter de har givet et betydeligt monetært bidrag til kirken. Afsnittets rulletekster kalder hvert eneste medlem af rollebesætningen og folkene bag for "John Smith" og "Jane Smith" i en parodi på både Cruise og kirkens ry for at sagsøge.

### Isaac Hayes afgang
| Wikinews | Wikinews: Isaac Hayes quits South Park over Scientology episode – relateret nyhedssag på engelsk |

Den 13. marts 2006, næsten to måneder efter at have fået et slagtilfælde, forlod stemmen bag figuren Chef, Isaac Hayes, South Park. I en pressemeddelelse nævnte han sin modstand mod seriens attitude og skildring af forskellige religioner. Mens pressemeddelelsen ikke specifikt nævnte "Trapped in the Closet", antager Parker og Stone at han stoppede grundet afsnittet og dets behandling af Scientology, eftersom Hayes var medlem. Stone kommenterede at Hayes praktiserede hykleri i forhold til behandlingen af religion i South Park: "[Vi] hørte aldrig noget fra Isaac på nogen måde, indtil vi gjorde grin med Scientology. Han vil have en anden standard for religioner der ikke er hans egen, og for mig er det dér intolerance og snæversynethed begynder." Fox News foreslog at fordi han stadig døjede med eftervirkningerne af sit hjerteslag, var Hayes stadig indlagt og var derfor ikke i stand til at lave en rational beslutning og forlade serien. Fox nævnte også at Hayes forlod serien på grund af eksternt pres fra andre scientologer og at beslutningen ikke var frivillig, efter at Hayes tidligere havde forsvaret afsnittet efter at have haft en venskabelige diskussion med Parker og Stone om indholdet. Fox påstod også at den originale pressemeddelelse der annoncerede hans afgang fra serien, blev sendt ud af en der ikke havde bemyndigelse til at repræsentere ham.

### "Closetgate"
"Trapped in the Closet" skulle oprindeligt genudsendes den 15. marts 2006 på Comedy Central, men blev aflyst uden forudgående meddelelse og blev erstattet af sæson to-afsnittet "Chef's Chocolate Salty Balls". Kontroverserne der fulgte herefter blev døbt "Closetgate" af Los Angeles Times. Repræsentanter fra Comedy Central insisterede på at afsnittet blev ændret som en hyldest til Hayes efter hans afgang. Comedy Centrals moderselskab, Viacom, ejer også Paramount Pictures, der skulle distribuere den på det tidspunkt kommende film Mission: Impossible III, der har Cruise som stjernen. Flere medier har nævnt at Cruise truede med at boykotte en pr-turné for filmen, med mindre Viacom aflyste afsnittets genudsendelse. Comedy Central, såvel som Cruises repræsentanter og pressesekretær, afviste med det samme beskyldningerne. Cruise selv sagde senere at han ikke ville "værdige" rygterne ved personligt at fortælle om de er sande eller ej.
Som svar på at afsnittet blev aflyst, udsendt Parker og Stone følgende erklæring, med flere hånlige bemærkninger mod Scientology:
 Så, Scientology, I har måske vundet DENNE kamp, men millionsårs krigen for Jorden er lige begyndt! At midlertidigt anozinisere... vores afsnit vil ikke stoppe os fra at holde thetaner fanget forevigt i jeres ynkelige mande-kroppe. Forbandet og pokkers! I har obstrueret os for nu, men jeres sølle forsøge på at redde menneskeheden vil fejle! Hil Xenu!!!

Mission: Impossible III blev udgivet den 5. maj 2006, mens "Trapped in the Closet" blev genudsendt uden kontroverser den 19. juli 2006. Stone sagde at han og Parker ville have truet med at slutte deres samarbejde med Comedy Central, hvis netværket havde afvist at genudsende afsnittet. Afsnittet blev nomineret til en Emmy, og er inkluderet på South Parks 10-års jubilæums-DVD, kaldet "South Park – The Hits, Volume 1".

## Mormonisme
Cameron Adams fra Herald Sun fremhævede afsnittet "All About Mormons"" blandet "Top Choice"-udvalget i tv. Chris Quinn fra San Antonio Express-News placerede afsnittet som nummer syv på sin liste over de ti mest provokerende afsnit af South Park ("Top 10 Most Offensive South Park Episodes and Therefore, Maybe the Best, List"). Afsnittet blev brugt i diskussionen af Mormonisme i populær-kultur i faget religionsstudier ved professor Dennis Potter på Utah Valley State College. Præsentationen hed: "The Americanization of Mormonism Reflected in Pop Culture".Mormonkirken kaldte afsnittet en "grov portrættering af kirkehistorien".

## Afbildning af Jomfru Maria
| Wikinews | Wikinews: 35 South Park complaints not upheld, New Zealand – relateret nyhedssag på engelsk |

Flere katolikker blev stødt over sæson ni-finalen "Bloody Mary". I afsnittet vises en statue af Jomfru Maria, der bløder uhæmmet mens den gennemgår en menstruation, mens folk i afsnittet har erklæret fænomenet for et mirakel, da de oprindeligt troede at blodet kom fra hendes rectum. En anden scene viser Pave Benedict XVI der inspicerer de vaginale og anale regioner på statuen tæt, inden han bliver oversprøjtet med blod. Catholic League for Religious and Civil Rights forlangte en undskyldning fra Comedy Central og forsøgte sig med at få fjernet afsnittet permanent fra netværkets genudsendelser og fjernet det fra DVD-udgivelserne. Viacom-bestyrelsesmedlemmet Joseph A. Califano, Jr. og United States Conference of Catholic Bishops indgav, sammen med daværende Viacom-direktør Tom Freston, en officiel klage.
I februar 2006 forsøgte ledere fra New Zealand Catholic Bishops Conference, Council of Christians and Muslims og andre religiøse grupper, at lave lobbyarbejde på mediakonglomeratet CanWest Global Communications, for at få stoppet afsnittets oprindelige udsendelse og potentielle genudsendelser i New Zealand på musikkanalen "C4", mens demonstranter fordømte forsøget for at søge at udnytte New Zealands folks mangel på garanti på ytringsfrihed. Netværket afviste opfordringen og fik tilladelse til at vise afsnittet, og før det oprindeligt skulle vises, for at udnytte medieopmærksomheden omkring forsøget.

## Censur af Muhammed-billederne
Vi bliver nødt til at advare Matt og Trey om hvad de gør er dumt og sandsynligvis vil ende op som Theo van Gogh for at lave denne serie. Dette er ikke en trusle, men en advarsel om det der højst sandsynligt vil ske for dem.
Sæson ti-afsnittene "Cartoon Wars Part I" og "Cartoon Wars Part II" indeholder et plot hvori Fox network har planer om at sende et afsnit af den animerede serie Family Guy, der skulle indeholde en ucensureret afbildning af den muslimske profet Muhammed. Beboerne i South Park går i panik, da de frygter et terror-svar og en gentagelse af den virkelige verdens protester og optøjer der fandt sted i hele verden, efter nogle muslimer anså den afbildning af profeten der fandt sted i en dansk avis, som fornærmende og blasfemisk. Første afsnit havde en cliffhanger-afslutning, der instruere seerne i at se afsnit to for at finde ud af om billedet af Muhammed vil blive vist ucensureret. I andet afsnit forsøge Kyle at overtale en Fox-direktør til at sende Family Guy med billedet ucensureret, mens han ekkoer Parker og Stones holdning til hvad der skal sendes og hvad der ikke skal sende "enten skal alt være OK eller så er intet af det". Inde i afsnittets univers sendes Family Guy-afsnittet ucensureret, på trods af en hævntrussel fra Al-Qaeda. Men det rigtige South Park havde en sort skærm med teksten "Comedy Central has refused to broadcast an image of Mohammed on their network" ("Comedy Central har afvist at vise et billede af Muhammed på deres netværk"), i stedet for en scene med et billede af Muhammed, som Parker og Stone har fortalt var neutralt og ikke var meningen skulle fornærme muslimer.
Parker og Stone noterede sig også modsætningsforholdet i at have lov til at lave profane skildringer af Jesus, men de bliver forbudt at lave en sober skildring af Muhammed, men påstår at de ikke bære nag overfor Comedy Central for at censurere scenen, siden netværket indrømmede at være "bange for at blive sprængt i luften" frem for at påstå at de ikke viste scenen ucensoreret på grund af religiøs tolerance. Parker og Stone påstår at de kun fortryder at deres gøren nar af serien Family Guy i afsnittene gav mere opmærksomhed end afsnittenes kommentar til etikken af censur. Tidligere blev Muhammed skildret ucensureret og portrætteret i et heroisk lys i sæson 5-afsnittet "Super Best Friends", hvilket ikke resulterede i nogle nævneværdig kontroverser. Muhammed optræder også blandt den store mængde af figurer der er samlet bag hovedfigurene og "South Park"-skiltet i nogle af seriens tidligere åbningssekvenser.
Parker og Stone gentog plottet i 200. afsnit "200". Igen var afbildningen censureret gennem hele afsnittet. Efter afsnittet blev sendt, gik en leder fra den obskure New York-baserede radikale muslimske organisation Revolution Muslim målrettet mod South Parks skabere, for at satirisere emner vedrørende afbildningen af Muhammed. Forfatteren til indlægget, der går under brugernavnet Abu Talhah Al-Amrikee, skrev på Twitter at han beder Allah om at dræbe seriens skabere og "brænd dem i helvede for evigt". Han lavede også et lignende indlæg på sin blog og på Revolution Muslims hjemmeside. Indlægget inkluderede et billede af mordet på den hollandske filmskaber Theo van Gogh af en muslimsk ekstremist i 2004 med overskriften "Theo Van Gogh – Have Matt Stone And Trey Parker Forgotten This?" Han skrev også "Vi skal advare Matt og Trey om at hvad de gør er dumt og at de højst sandsynligt vil ende om som Theo Van Gogh hvis de sender afsnittet".
Efter afsnittet havde været sendt, krævede Malaysias konservative islamiske PAS-parti at skaberne af den satiriske tegnefilmssitcom South Park undskyldte til muslimer over hele verden for deres portrættering af profeten Muhammed klædt ud i et bjørnekostume, selvom det senere blev vist at det faktisk var Julemanden der var inden i kostumet. "Selvom de har tilføjet bip, bør South Parks producere og de kanaler der sender programmet undskylde til muslimer, da dette er et følsomt emne" sagde PAS-vicepræsidenten Mahfuz Omar. "Selve serien er fyldt med dårlige hensigter, og skildringen af Profeten er provokerende. Det skaber religiøse spændinger".
Det følgende afsnit "201" censurerede ordet "Muhammad" gennem hele afsnittet, såvel som flere linjer fra "Super Best Friends" i slutningen. Ifølge South Park Studios webside, blev afsnittet "201" censureret af Comedy Central efter studiet afleverede afsnittet, inden det blev sendt. Studiet siger at afsnittet ikke er tilgængeligt online fordi de ikke har netværkets godkendelse til at sende afsnittet ucensureret.
På grund af kontroverserne blev afsnittet "201" fjernet fra det britiske Comedy Centrals planlagte skema og byttet ud med en genudsendelse af "The Tale of Scrotie McBoogerballs", og genudsendelsens af "200" blev afløst af "Sexual Healing". Afsnittet "Super Best Friends", der tidligere var tilgængeligt på South Park Studios hjemmeside, er ikke længere tilgængeligt. Derudover er Netflix-streamingen af afsnittet, der også tidligere var tilgængeligt, blevet ændret til "Disc Only". "Super Best Friends" blev også fjernet fra iTunes-butikken og Xbox Live Video Marketplace.
På trods af kontroverserne er både "200" og "201" tilgængelig på "South Park – The Complete Fourteenth Season"-DVD'en. Afsnittet og kommentarerne til afsnittene var censureret.
Region 2 og 4-udgaven af DVD'en manglede både 200 og 201 af ukendte årsager, på trods af at der står på boksen at alle fjorten afsnit er med.

## Afbildning af Steve Irwin
Flere seere kritiserede sæson ti-afsnittet "Hell on Earth 2006" for dets afbildning af Steve Irwin med en pig fra en pilrokke siddende fast i sin brystkasse.
Afsnittet blev oprindeligt vist syv uger efter at Irwin, en verdensberømt australsk tv-personlighed og vildtlivsekspert, døde da hans hjerte blev gennemboret af en pig fra en pilrokke. Flere grupper og selv store fans af serien kaldte scenen og dens timing for "meget insensitivt" og "klasseløst", mens Irwins enken Terri Irwin udtrykte bekymring for at hendes børn en dag skulle se afsnittet.

## Mexicos flag
I afsnittet "Pinewood Derby" fra 2009, blev flere verdensledere afbilledet, heriblandt den mexicanske præsident Felipe Calderón, som ikke havende succes med at klare en international krise. MTV trak afsnittet tilbage i Mexico, hvilket skabte kontroverser blandt Mexicos South Park-fans der følte at det var censur – hvilket MTV afviste, fordi de hævdede at de manglede at få tilladelsen til at vise Mexicos flag på fjernsyn i tide.

## Kontroverser ikke relateret til seriens indhold

### Aprilsnar
En af Parker og Stones tidligste svar på at serien blev dømt som værende "ikke andet end dårlig animation og prutte-jokes" var at lave en serie-i-serien om to endnu dårligere tegnet figurer kaldet Terrance og Phillip, der ikke gjorde meget andet end at prutte i hinandens nærhed. Børnefigurerne i seriens synes at Terrance og Phillip, der debuterede i første sæson i afsnittet "Death", er hysterisk sjove, mens deres forældre synes at det er horribelt stødende. Et helt afsnit med duoen blev sendt den 1. april 1998. Det blev sendt i stedet for et afsnit der skulle have fortsat fra seriens forudgående afsnit fra seks uger tidligere, men sluttede med en cliffhanger der lovede at afslører identiteten på Cartmans fader i næste afsnit. Mange fans blev sure over denne aprilsnar og Comedy Central modtag flere tusinde klager over e-mail. Comedy Central flyttede den planlagte dato for næste afsnit frem med en måned, sådan at fansene hurtigere kunne se den rigtige serie, som de forventede at se.

### Michael Moore
Michael Moore interviewede Matt Stone til sin dokumentarfilm Bowling for Columbine i 2002. Stone diskuterede sin oplevelse af at vokse op i Littleton-området i Colorado og skolens fremmedgørelse, der måske var en af årsagerne til Columbine High School-massakren. Stone, der selv ejer en pistol, sagde at Moores præsentation af deres interview var fair, men han kritiserede instruktøren for at lave et kort animeret segment efter interviewet. Tegnefilmen, der er om pistolers historie i USA, antyder at der er en sammenhæng mellem Ku Klux Klan og oprettelsen af NRA. Matt Stone, der ikke havde noget at gøre med kortfilmen, kritiserede Moore for at lave tegnefilmen "meget South Park-agtig" og argumenterede for at Moore bevidst prøvede at få seere til at tro, at han og Trey Parker havde produceret animationen, ved at spille disse to separate segmenter lige efter hinanden. "Vi har en meget specifik kamp med Michael Moore. Jeg lavede et interview og han miskarakteriserede mig ikke eller ændrede noget af det jeg sagde i filmen. Men hvad han gjorde var at sætte denne tegnefilm ind lige efter mig, der fik det til at se ud som om vi lavede den tegnefilm." Parret svarede tilbage ved at afbilde Moore lidet flatterende inden hans figur sprænger sig selv i luften i deres film Team America: World Police fra 2004. Selvom animationen faktisk optræder senere i filmen, kalder Stone det "en god reference til hvad Michael Moore gør i sine film [...] han skaber mening hvor der ikke er nogen, ved at klippe ting sammen."

## References
1. ↑  Raphael, Rebecca (1998-05-22). "Who is Kyle Broslofski?". New Voices. Arkiveret fra originalen 15. august 2012. Hentet 2009-02-04.
2. 1 2 3 4 5 6 7 8  Jake Trapper and Dan Morris (2006-09-22). "Secrets of 'South Park'". ABC News. Hentet 2009-04-18.
3. ↑  William Cohen (2005-11-04). "Respect Its Authoritah!". The Cornell American. Arkiveret fra originalen 29. januar 2010. Hentet 2009-05-05.
4. 1 2 3 4  Dennis Lim (1998-03-29). "Television: Lowbrow and proud of it". London: independent.co.uk. Hentet 2009-05-09.
5. ↑  Melanie McFarland (2006-09-30). "Oh my God, 'South Park' killed a decade!". Seattle Post-Intelligencer. Hentet 2009-05-09.
6. ↑  Frank Rich (2005-05-01). "Conservatives ♥ 'South Park'". The New York Times. Hentet 2009-05-03.
7. ↑  Brian C. Anderson (2003). "We're Not Losing the Culture Wars Anymore". Manhattan Institute. Arkiveret fra originalen 18. januar 2016. Hentet 2009-05-03.
8. 1 2 3  Fagin, Barry (maj 2000). "Goin' Down to South Park: How kids can learn from 'vile trash'" (engelsk). www.reason.com. Hentet 2009-05-22.
9. 1 2  Huff, Richard (1998-04-16). "'SOUTH PARK'S' STILL TOP DOG ON BASIC CABLE" (engelsk). New York: www.nydailynews.com. Hentet 2009-05-22.{{cite news}}:  CS1-vedligeholdelse: url-status (link)
10. 1 2  "Cartman top with kids" (engelsk). BBC. 1999-08-26. Hentet 2009-05-09.
11. 1 2  Lawrie Mifflin (1998-04-06). "TV Stretches Limits of Taste, to Little Outcry". The New York Times (engelsk). Hentet 2009-05-09.
12. ↑  Bozell, L. Brent III (1998-02-11). "'South Park' Reconsidered, Sort Of". MediaResearch.org (engelsk). Creators Syndicate. Arkiveret fra originalen 5. december 2006. Hentet 2007-07-14.
13. ↑  Bozell, L. Brent III (1998-02-11). "'South Park' Reconsidered, Sort Of". MediaResearch.org. Creators Syndicate. Arkiveret fra originalen 5. december 2006. Hentet 2007-07-14.
14. ↑  Frank Rich (2005-05-01). "Conservatives ♥ 'South Park'". The New York Times (engelsk). Hentet 2009-05-03.
15. ↑  Cable TV Study – Violence, Sex, and Profanity on Cable – Basic Cable Awash in Raunch Arkiveret 4. juni 2012 hos  hos Archive.is. Parents Television Council. November 2004. Retrieved April 16, 2007.
16. ↑  Bozell, L. Brent III (2006-04-20). ""South Park" and "Popetown"". MediaResearch.org (engelsk). Creators Syndicate. Arkiveret fra originalen 10. januar 2007. Hentet 2007-04-16.
17. ↑  Bozell, L. Brent III (2001-08-07). "Sleazy Sequels on 'South Park'". MediaResearch.org (engelsk). Creators Syndicate. Arkiveret fra originalen 11. september 2012. Hentet 2007-07-18.
18. ↑  David Horowitz (1999-07-19). "Why Gore would censor "South Park"" (engelsk). Salon.com. Arkiveret fra originalen 21. november 2009. Hentet 2009-05-12.
19. ↑  Anthony C. LoBaido (2001-02-01). "'South Park': Satanic or just harmless fun?" (engelsk). WorldNetDaily.com. Arkiveret fra originalen 3. januar 2009. Hentet 2008-04-30.
20. ↑  Carder, Thomas (1999). "ChildCare Action Project (CAP) Media Analysis Report" (engelsk). capalert.com. Hentet 2009-05-22.
21. ↑  Holdsworth, Nick (2008-10-20). "Russia's 2X2 wins license renewal". Variety (engelsk). Hentet 2008-11-20.
22. ↑  Baldwin, Chris (2008-09-08). "Bid to ban 'extremist' U.S. cartoon" (engelsk). www.reuters.com. Hentet 2009-05-28. {{cite news}}: Teksten "Reuters" ignoreret (hjælp); Teksten "U.S." ignoreret (hjælp)
23. ↑  Virginia Heffernan (2004-04-28). "What? Morals in 'South Park'?". The New York Times (engelsk). Arkiveret fra originalen 3. august 2009. Hentet 2008-07-08.
24. 1 2 3  Devin Leonard (2006-10-27). "'South Park' creators haven't lost their edge" (engelsk). CNN. Hentet 2009-05-03.
25. 1 2  Warren, Mitchell (2006-07-20). "Why South Park Is The Most Liberated Show On Television" (engelsk). www.miamipoetryreview.com. Arkiveret fra originalen 13. oktober 2009. Hentet 2009-05-22.
26. 1 2  Josaphat, Chenel (2005-02-25). "Laughing at a Nation" (engelsk). www.thehoya.com. Arkiveret fra originalen 12. august 2007. Hentet 2009-05-22.
27. ↑  Wilonsky, Robert (2001-07-26). "It Happens" (engelsk). www.browardpalmbeach.com. Arkiveret fra originalen 8. juli 2011. Hentet 2009-05-22.
28. ↑  Ali Asadullah (2001-11-15). "Contemporary Cartoon Conjures Racist Past" (engelsk). IslamOnline.net. Arkiveret fra originalen 17. marts 2007. Hentet 2008-05-09.
29. ↑  "Matt Stone, Trey Parker, Larry Divney 'Speaking Freely' transcript" (engelsk). 2002-03-01. Arkiveret fra originalen 9. februar 2010. Hentet 2007-02-08.
30. ↑  Bozell, L. Brent III (2007-04-12). "The Incomplete Anti-Imus Lobby". MediaResearch.org (engelsk). Creators Syndicate. Arkiveret fra originalen 19. maj 2007. Hentet 2007-04-16.
31. ↑  Vanessa E. Jones (2008-01-29). "No offense, but ..." (engelsk). The Boston Globe. Hentet 2009-05-03.
32. ↑  Transcript of "Paula Zahn Now" from 8 March, 2007. CNN. Retrieved April 14, 2007.
33. ↑  Robert Bolton (1998-07-23). "The Media Report: South Park" (engelsk). Australian Broadcasting Corporation. Arkiveret fra originalen 20. februar 1999. Hentet 2009-05-05.
34. ↑  David Margolis (1999-02-01). "Anti-Semitism in the playground" (engelsk). London: independent.co.uk. Hentet 2009-05-09.
35. ↑  Ortega, Tony (2001-09-27). "Sympathy For The Devil: Tory Bezazian was a veteran Scientologist who loved going after church critics. Until she met the darkest detractor of all". New Times Los Angeles (engelsk).
36. ↑  South Park (2006-06-08). "Battlefield Earth Spoof - "The Gauntlet"". MTV Movie Awards (engelsk). MTV, Comedy Central.
37. ↑  de Moraes, Lisa (2006-04-14). "Comedy Central Again Steals 'South Park' Thunder". The Washington Post (engelsk). s. Page C01. Hentet 2007-10-21.
38. ↑  Episode Commentary on South Park: Season 5 DVD boxset.
39. 1 2  Hilden, Julie (2005-12-06). "Could Tom Cruise Sue "South Park" For Suggesting He is Gay? And Even If He Could, Should He?" (engelsk). FindLaw. Hentet 2006-08-16.
40. ↑  Reitman, Janet (2006-02-22). "Inside Scientology". Rolling Stone (engelsk). Arkiveret fra originalen 13. maj 2008. Hentet 2009-05-25.
41. ↑  TMZ Staff (2006-07-06). ""South Park" Cruises to the Emmys" (engelsk). TMZ.com. Hentet 2006-08-16.
42. ↑  Chonin, Neva (2006-03-26). "Cruise Control". San Francisco Chronicle. 2006 Hearst Communications Inc. Hentet 2007-10-20.
43. ↑  Hayes has put stroke, 'South Park' behind him Arkiveret 20. juli 2009 hos  Wayback Machine, MySanAntonio.com, October 26, 2006.
44. ↑  "SFGATE". The San Francisco Chronicle (engelsk). Arkiveret fra originalen 28. juni 2006. Hentet 22. april 2021.
45. 1 2  Roger Friedman (20. marts 2006). "Chef's Quitting Controversy" (engelsk). Fox News.
46. ↑  Collins, Scott (2006-03-18). "CHANNEL ISLAND; Clamor outside 'South Park' closet; 'Mission: Impossible' studio joins Cruise's camp in denying it strong-armed scrapping of Scientology repeat". Los Angeles Times (engelsk). s. Calendar Desk, Part E, Pg. 16.
47. ↑  "Did 'South Park' Get Cruised?" (engelsk). zap2it.com. 2006-03-17. Arkiveret fra originalen 15. september 2012. Hentet 2007-06-15.
48. ↑  "Cruise Control Scares 'Park'" (engelsk). New York Post. 2006-03-17.
49. 1 2 3 4  O'Doherty, Ian (2006-11-10). "How Kenny survived 10 years of South Park" (engelsk). www.independent.ie. Hentet 2009-05-22.
50. ↑  Ebner, Mark (2006-03-16). "Scientologist Tom Cruise Blackmails Viacom into Pulling the "Trapped in the Closet" Episode of South Park". Hollywood, Interrupted site. (engelsk). Rudius Media. Arkiveret fra originalen 5. marts 2009. Hentet 6. marts 2012.
51. ↑  Ryan, Joel (2006-03-13). ""The Closet," the Controversy--and Cruise". E! Online (engelsk). E! Entertainment Television, Inc. Hentet 2007-06-16.
52. ↑  O'Brien, Soledad; John Roberts (2006-03-21). "Storms Blanket Midwest; Insurgents Launch Full-Scale Attack on Iraqi Police". American Morning (engelsk). CNN. Arkiveret fra originalen 14. juni 2020. Hentet 2007-10-21.
53. ↑  Friedman, Roger (2006-08-23). "Cruise Ambushed by 'Broke' Studio?". Fox News (engelsk).
54. ↑  Blitzer, Wolf; Chris Lawrence; Abbi Tatton (2006-05-20). "Fourth Year of War in Iraq Begins; Could Democrats Launch Impeachment Campaign Against Bush?". The Situation Room (engelsk). CNN. Hentet 2007-11-06.
55. ↑  Carlson, Erin (2006-03-17). "`South Park'-Scientology battle rages". Associated Press (engelsk). The Associated Press. Hentet 2008-03-13.
56. ↑  de Moraes, Lisa (2006-03-18). "Everyone's in a Stew Over 'South Park' Chef". The Washington Post (engelsk). The Washington Post Co. Hentet 2008-03-13.
57. ↑  "Cruise: 'No Oprah Regrets'". hollywood.com. 2006-04-16. Arkiveret fra originalen 15. september 2012. Hentet 2007-06-16.
58. ↑  Fleming, Michael (2006-03-17). "Inside Move: 'South Park' feeling some celeb heat?". variety.com. Hentet 2007-11-06.
59. ↑  "South Park "Trapped in the Closet" Episode to Air Again". tv.ign.com. Hentet 2006-11-04.
60. ↑  Staff; Associated Press (2006-09-12). "'South Park' Scientology episode set to rerun: Show that pokes fun at Tom Cruise was abruptly pulled back in March". MSNBC (engelsk). NBC. Hentet 2007-03-16.
61. ↑  Scott Collins. Clamor Outside 'South Park' Closet, LA Times, March 18, 2006.
62. ↑  David Usborne. South Park declares war on Tom Cruise Arkiveret 24. februar 2007 hos  Wayback Machine. The Independent. 19 March 2006.
63. ↑  Adams, Cameron (29. december 2003). "Television". Herald Sun (engelsk). s. 87.
64. ↑  Quinn, Chris (5. september 2007). "Not Necessarily A Critic: South Park re-elected by a landslide for four more years". San Antonio Express-News (engelsk). s. 6T.
65. ↑  Stack, Peggy Fletcher (10. august 2006). "Once-radical Mormons move to mainstream". The Salt Lake Tribune (engelsk).
66. ↑  Official Web site of The Church of Jesus Christ of Latter-day Saints (9. marts 2009). "The Publicity Dilemma". Newsroom (engelsk). Intellectual Reserve, Inc. Hentet 2009-03-12.
67. 1 2  Hancock, Noelle (2006-03-24). "Park Life". Rolling Stone (engelsk). Arkiveret fra originalen 13. februar 2021. Hentet 2009-05-02.
68. ↑  Catholic League (U.S.) (2005-12-08). "Virgin Mary defiled on "South Park"" (engelsk). Pressemeddelelse.  Hentet 6. marts 2012. Arkiveret fra originalen den 18. juli 2007.
69. ↑  "Bishops' president blasts South Park episode" (engelsk). Church Resources. 2005-12-21. Arkiveret fra originalen 26. juni 2006. Hentet 2006-07-06.
70. ↑  Kristian South (2006-02-13). "South Park controversy continues" (engelsk). Sunday News. Arkiveret fra originalen 3. januar 2007. Hentet 2006-07-06.
71. ↑  Martin Johnston; Errol Kiong (2006-02-20). "TV chief rejects bishops' boycott call over 'tasteless' cartoon" (engelsk). The New Zealand Herald. Hentet 2006-07-06.
72. ↑  "Readers' Views: South Park". The New Zealand Herald (engelsk). 2006-02-21. Hentet 2009-05-25.
73. 1 2  Anti-Defamation League: “Abu Talhah Al-Amrikee: An Extensive Online Footprint” April 22, 2010
74. ↑  Jaime J. Weinman (2008-03-12). "South Park grows up" (engelsk). Macleans.ca. Arkiveret fra originalen 2. august 2009. Hentet 2008-04-30.
75. ↑  Ryan J. Budke (2006-04-15). "South Park's been showing Muhammad all season!" (engelsk). TVSquad.com. Hentet 2009-05-25.
76. ↑  Anti-Defamation League: “Backgrounder: Revolution Muslim” Arkiveret 3. december 2010 hos  Wayback Machine April 22, 2010
77. ↑  "Malaysian Islamists want apology from "South Park"  Arkiveret 8. juli 2012 hos  hos Archive.is". forum.bcdb.com, April 25, 2010
78. ↑  Andrew Sullivan (2010-04-24). "Puss TV Update - The Daily Dish" (engelsk). The Atlantic. Arkiveret fra originalen 29. januar 2011. Hentet 2010-04-24.
79. ↑  Kent, Paul & Gee, Steve (2006-10-28). "To hell with Irwin, says South Park" (engelsk). The Herald Sun. Arkiveret fra originalen 26. maj 2012. Hentet 2009-01-09.{{cite news}}:  CS1-vedligeholdelse: Flere navne: authors list (link)
80. ↑  Staff (2006-10-27). "Oh my god, South Park mocks Irwin" (engelsk). London: Daily Mail. Hentet 2009-01-09.
81. ↑  Staff (2006-10-28). "South Park defends Irwin sketch" (engelsk). BBC News. Hentet 2009-01-09.
82. ↑  Taylor, Chris (2006-10-29). "Steve Irwin's Wife "Devastated" By South Park Lampooning" (engelsk). Entertainment Wise. Hentet 2007-03-26.
83. ↑  Miglierini, Julian (2010-02-10). "MTV under fire as it pulls South Park episode in Mexico" (engelsk). BBC. Hentet 2010-02-10.
84. ↑  "South Park Studios Chat with Matt and Trey" (engelsk). spscriptorium.com. 2001-05-10. Hentet 2009-01-30.
85. ↑  Randy Fallows (januar 2002). "The Theology of South Park" (engelsk). The Institute for the Study of American Popular Culture. Hentet 2009-05-03.
86. ↑  Huff, Richard (1998-04-09). "NOT AN ETERNITY TO CARTMAN PATERNITY" (engelsk). New York: www.nydailynews.com. Arkiveret fra originalen 10. juli 2009. Hentet 2009-05-24.
87. 1 2  'Team America' takes on moviegoers msnbc.com, October 15, 2004.
88. ↑  "Team America: World Police – Matt Stone Q&A Arkiveret 3. marts 2016 hos  Wayback Machine." IndieLondon